# Village nucléaire au Japon
Au Japon, le village nucléaire (原子力村, Genshiryoku Mura) est un terme apparu en 1997 pour désigner l'ensemble des acteurs institutionnels prenant part au développement du nucléaire civil dans l'archipel. Cela comprend le ministère japonais de l'Économie, du Commerce et de l'Industrie, les entreprises liés à l'industrie électrique, les sous-traitants, les médias, des universitaires spécialisés dans la physique nucléaire, voire des organisations mafieuses (ja). Ces réseaux se seraient constitués  avec la crise pétrolière de 1973. Regroupant des opérateurs nucléaires et administrateurs aux vues similaires, ils auraient prospéré par un système de récompenses mutuelles liées à des projets de construction, des octrois postes bien rémunérés, ainsi que par un soutien politique et financier. La structuration de l'industrie nucléaire japonaise sous cette forme est notamment montrée du doigt pour avoir, à travers un système de régulation trop indulgent envers les opérateurs, mené vers l'accident nucléaire de Fukushima.